# Tapis de Sarouk
Le tapis de Sarouk est l'appellation commerciale des tapis persans tissés à Sāruq dans la région d'Arāk en Iran central. Les tapis sont divisés en deux groupes d'après leur décor : les décors traditionnels et ceux destinés à l'exportation.

## Description
Les pièces traditionnelles ont un médaillon central et les cartons utilisés sont semblables aux Kashans, bien que plus linéaire[réf. nécessaire]. On retrouve aussi souvent le motif boteh, plutôt de petite taille. 
La bordure principale est de grande taille, ornée du motif hérati de bordure, et flanquée de deux bandes secondaires ornées de rosaces et de méandres.
Les exemplaires destinés à l'exportation sont de production plus récente et ont un décor d'inspiration très occidentale : médaillon à fleurs central sur fond uni, ras, accordés aux teintes des motifs. Les décors sont proches des Kermans et destinés plutôt au marché américain.